# Coulmaneiland
Coulmaneiland is een eiland in de Rosszee, voor de kust van Victorialand in Antarctica. Het eiland is 33 km lang en 14 km breed en is volledig met ijs bedekt.
Op het eiland bevindt zich een kolonie van keizerspinguïns met ongeveer 25.000 paren.